# غير المهزوم (قصة قصيرة)
غير المهزوم قصة قصيرة للكاتب البريطاني الشهير دبليو سومرست موغام عام 1943.  تم تضمينه في مجموعة قصص موغام عام 1947 «مخلوقات الظروف» .
تدور أحداث الفيلم في فرنسا المحتلة خلال الحرب العالمية الثانية الجامحة وتتركز مؤامراته على اغتصاب المرأة الفرنسية آنيت على يد الجندي الألماني هانز.

## الملخص
في فرنسا المحتلة خلال الحرب العالمية الثانية، جنديان ألمانيان متمركزان في سواسون يسيران الطريق في مزرعة قريبة؛ ييسكروا من نبيذ المزارع وأحدهم هانس يغتصب أنيت ابنة المزارع.
قام هانز في وقت لاحق مستمتعًا بحياته في المنطقة، بزيارة المزرعة لإظهار عدم وجود أي شعور بالسوء. يستمر في الزيارة متى استطاع، ويحضر الطعام الذي تشتد الحاجة إليه، ويتعامل مع المزارع وزوجته بروح ودية. أنيت تعارض بتحدٍ هانز.
في إحدى الزيارات أخبرته أنها حامل. يدرك هانز أنه يحب أنيت، ويخطط للزواج منها والاستيلاء على المزرعة؛ وافق المزارع وزوجته، اللذان ليس لهما ابن يرث المزرعة، على الفكرة. لكن أنيت تقول، «أنا أكرهه. أنا أكره غروره وغروره. . . . أعتقد أنني يجب أن أموت سعيدًا إذا وجدت طريقة لجرحه لأنه جرحتني». يقول المزارع: «لقد هُزمنا وعلينا أن نقبل العواقب. علينا أن نجعل أفضل ترتيب ممكن مع الغزاة».
بعد الولادة بقليل، وصل هانز إلى المزرعة. يصرخ، «يا إلهي، أنا سعيد جدًا. . . . أريد أن أرى أنيت». لكن أنيت ليست هناك. لقد أغرقت الطفل في جدول قريب.

## الاقتباسات
تم تكييف القصة للتلفزيون في عام 1970 من قبل جيمس سوندرز، وبطولة مايكل بنينجتون في دور هانز، وكارولين مورتيمر في دور أنيت وجاك وولجار وشيلا بوريل في دور السيد ومدام بيرييه.
في عام 2007، تم تكييفها من قبل Torben Betts كعرض مسرحي، أيضًا تحت عنوان The Unconquered .